# رینو بوریسون
رینو بوریسون (سوئدی: Reino Börjesson؛ زادهٔ ۴ فوریهٔ ۱۹۲۹) بازیکن فوتبال اهل سوئد بود.
از باشگاه‌هایی که در آن بازی کرده‌است می‌توان به باشگاه فوتبال گوتبورگ اشاره کرد.
وی همچنین در تیم ملی فوتبال سوئد بازی کرده‌است.